# Ölfelder von Daqing

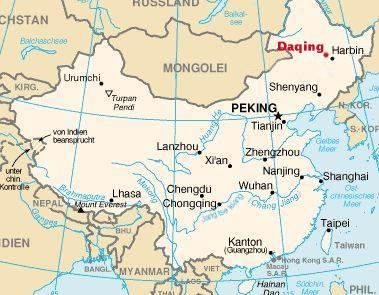
Lage der Stadt Daqing in China

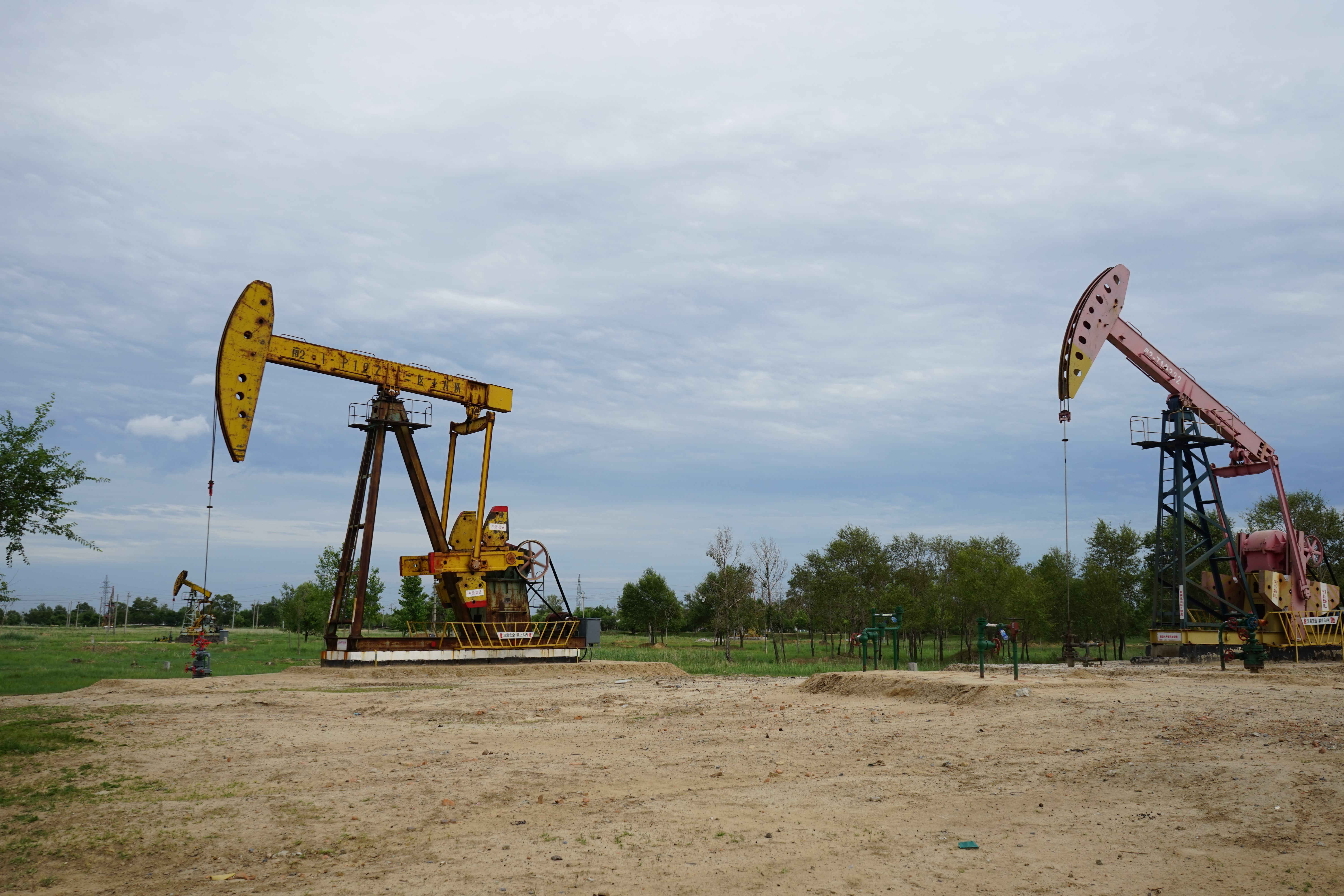
Erdölförderpumpen auf den Ölfeldern von Daqing

Die Ölfelder von Daqing (chinesisch 大慶油田, Pinyin Dàqìng Yóutián), in früherer Transkription auch Taching, sind die größten Ölfelder in der Volksrepublik China. Sie befinden sich nahe der gleichnamigen Stadt zwischen den Flüssen Songhua Jiang und Nen Jiang in der Provinz von Heilongjiang.

## Geschichte
Die Ölfelder von Daqing wurden 1959 von Li Siguang während des Großen Sprungs nach vorn entdeckt.
Seit dem Beginn der Ölförderung im Jahr 1960, wurden auf den Ölfeldern von Daqing über 10 Milliarden Barrel (1,6 km³) Erdöl gefördert.
Vor Beginn der Ölförderung waren in den verschiedenen Lagerstätten 16 Milliarden Barrel (2,5 km³) Öl vorhanden, mittlerweile sind es noch etwa 3,6 Milliarden Barrel (572.000.000 m³). Die aktuelle Förderrate beträgt circa 1 Million Barrel (160.000 m³) pro Tag, was das Ölfeld von Daqing zum Ölfeld mit der viertgrößten Fördermenge weltweit macht. Man vermutet, dass in den ersten zwanzig Jahren der Förderung 90 % des Öls verschwendet wurden. Der Peak-Oil, der Zeitpunkt, ab dem die Fördermenge zurückgeht, wurde 1998 erreicht.
Als die chinesische Regierung mit dem Gebrauch von Pinyin begann, wurde der Name des Ölfelds als „Daqing“ bekannt. Die Daqing Oilfield Company Limited mit Sitz in Daqing ist für die Erkundung und die Entwicklung des Ölfeldes zuständig. Die Daqing Oilfield Company Limited plante, von 2004 bis 2010 die Fördermengen jährlich um 7 % zu senken, um die Lebensdauer des Ölfelds zu verlängern.
2003 fiel die Produktion des Feldes erstmals seit 27 Jahren unter die Marke von 50 Millionen Tonnen auf 48,4 Millionen Tonnen. 2012 wurde die Produktion von PetroChina mit „stabil über 40 Millionen Tonnen Öläquivalent“ angegeben. Dies schließt allerdings auch die Förderzahlen des Erdgases ein. Das Changqing Ölfeld mit über 42 Millionen Tonnen wurde 2012 damit zu Chinas produktivstem Ölfeld.

## Verschiedenes
Die Ölfelder von Daqing sind im Computerspiel Battlefield 2 als Karte vorhanden.